# Charles Robert Harington
Sir Charles Robert Harington  (* 1. August 1897; † 4. Februar 1972) war ein britischer organischer Chemiker und Biochemiker. Er ist vor allem bekannt für die Synthese von Thyroxin, die im 1926 gelang. Das Schilddrüsenhormon wurde 1914 von Edward Calvin Kendall aus dem Gewebe von entfernten Organen isoliert und in seinen Eigenschaften beschrieben, durch die synthetische Herstellung wurde die großtechnische Herstellung und die breite medizinisch-therapeutische Nutzung des Hormons ermöglicht.

## Leben
Harington studierte an der Universität Cambridge und danach an der Universität Edinburgh bei George Barger. Nach kurzem USA-Aufenthalt war er ab 1922 an der Medical School des University College London. 1928 wurde er Reader und Professor für chemische Pathologie am University College London und 1942 bis 1962 war er Direktor des National Institute for Medical Research als Nachfolger von Henry Hallett Dale.
Neben der Synthese und Aufklärung der Struktur von Thyroxin 1926 synthetisierte er auch Glutathion. Er hatte seit jeher ein Interesse an Anwendungen der Chemie in der Medizin und befasste sich später unter anderem mit der Immunchemie.
1931 wurde er Fellow der Royal Society, deren Royal Medal der 1944 erhielt. Im selben Jahr hielt er auch die Croonian Lecture der Royal Society. 1951 wurde er zum Ehrenmitglied (Honorary Fellow) der Royal Society of Edinburgh gewählt. Er war Ehrendoktor der Universität Cambridge und der Universität Paris. 1948 wurde er geadelt und 1953 wurde er KBE. 1951 wurde er in die American Academy of Arts and Sciences gewählt. Er war zudem Herausgeber des Biochemical Journal.